# Prosopofrontina grossa
Prosopofrontina grossa là một loài ruồi trong họ Tachinidae.